# Ӥ
Cette page contient des caractères spéciaux ou non latins. S’ils s’affichent mal (▯, ?, etc.), consultez la page d’aide Unicode.
Le i tréma (capitale Ӥ, minuscule ӥ) est une lettre de l'alphabet cyrillique utilisée en oudmourte. Il est composé d’un i cyrillique ‹ И › diacrité d’un tréma.

## Représentation informatique
Le i tréma peut être représenté avec les caractères Unicode suivants :
- précomposé (cyrillique) :

| formes    | représentations | chaînes de caractères | points de code | descriptions                        |
| --------- | --------------- | --------------------- | -------------- | ----------------------------------- |
| capitale  | Ӥ               | Ӥ                     | U+04E4         | lettre majuscule cyrillique i tréma |
| minuscule | ӥ               | ӥ                     | U+04E5         | lettre minuscule cyrillique i tréma |

- décomposé (cyrillique, diacritiques) :

| formes    | représentations | chaînes de caractères | points de code | descriptions                                    |
| --------- | --------------- | --------------------- | -------------- | ----------------------------------------------- |
| capitale  | Ӥ               | И◌̈                    | U+0418 U+0308  | lettre majuscule cyrillique i diacritique tréma |
| minuscule | ӥ               | и◌̈                    | U+0438 U+0308  | lettre minuscule cyrillique i diacritique tréma |